# 博連資訊科技
博連資訊科技股份有限公司（簡稱博連）是台灣一家資訊科技軟體製造公司，研發物流供應鏈軟體。成立於1996年3月12日，總部暨研發中心位於臺北市，海外研發中心位於福州市，營運據點包含桃園市、高雄市、香港、上海市、深圳市及洛杉磯。

## 歷史
- 博連創立於1996年3月12日。
- 成立初期使用Dos建立物流軟體。
- 1999年拓展於中國的市場，使用Microsoft Windows建立物流軟體。
- 2001年於福建省福州軟體園成立研發中心，為福州軟體園第一家進駐廠商，使用Java、.NET Framework技術研發物流軟體。
- 2002年軟體升級為伺服器版本。
- 2004年導入標準作業程序，成立物流平台轉型為網路服務公司。
- 2006年榮獲經濟部標準檢驗局電子化成就獎之電子商務民間類 - 優選項目獎。
- 2010年導入資訊安全ISO27001驗證，與美國海關申請ABI通關連線驗證。
- 2012年通過 CMMI ML3 驗證，獲得經濟部中小企業處 - 企業創新獎。
- 2013年榮獲經濟部第三屆國家產業創新獎[3][4]  - 績優創新中小企業獎(智慧科技類)，通過CNS155190國家標準驗證稽核之審核，新通關系統驗證[5]。
- 2014年通過美國海關 ABI/AMS/ISF 驗證。
- 2015年配合行政院「生產力4.0發展方案」，以大數據分析為走向，參與經濟部工業局主辦的「開放資料（Open Data）應用推動計畫」成果發表會[6]。